# 21 (TopGunn-album)
21 er det første studiealbum af den danske rapper TopGunn, der udkom den 6. maj 2013 via CHEFF Records.

## Modtagelse

### Anmeldelser
Maria Therese Seefeldt Stæhr, der er anmelder for GAFFA, mente, at pladen ikke "skiller sig ikke ud fra mængden af unge rappere, der fortæller om nattelivet og damerne". Set i lyset af albummets titel, der refererer til TopGunns alder, finder hun det "faktisk udmærket gået", og [d]er er en del gode musikalske idéer – dancehall såvel som mere poppede – og hans vokal har også noget, men på den anden side mener hun, at "der imidlertid [er] rigtig mange musikalske elementer, der kører i ring, og teksterne er virkelig ikke interessante". Hun kvitterer samlet set med tre ud af seks stjerner.
Soundvenues anmelder, Christian Wolkoff, mente, at "man mærker fra start TopGunns sans for dancehall-baskende ørehængere. Fra den guitarkække bagdelshyldest ’Tilbud’ over den pumpende og selvforherligende ’Får dig høj’ til den rygradsopfordrende ’Hold ud’". Han bemærkede videre, at "‘Døgnflue’ og ‘Bedste wine’ er således ganske uimodståelig københavner-dancehall, og albummet kommer med garanti til at agere lydtapet til en sommerfest eller to. Uanset om der står 15, 21 eller 31 år på sygesikringsbeviset" og kvitterede med fire ud af seks stjerner.

### Priser
21 vandt prisen for Årets Danske Urban-udgivelse ved GAFFA-Prisen 2013.

## Spor
| 1.    | "21"                                | 1:51 |
| 2.    | "Tilbud"                            | 3:22 |
| 3.    | "Får Dig Høj"                       | 3:45 |
| 4.    | "Put Dig"                           | 5:21 |
| 5.    | "Hold Ud" (featuring Raske Penge)   | 3:09 |
| 6.    | "Drukket" (featuring Sukker Lyn)    | 1:50 |
| 7.    | "Player" (featuring Murro og Abbaz) | 3:43 |
| 8.    | "Bedste Wine"                       | 4:03 |
| 9.    | "Hul I Mine Lommer"                 | 4:05 |
| 10.   | "Hemligt Nummer"                    | 2:46 |
| 11.   | "Døgnflue" (featuring Klumben)      | 2:57 |
| 12.   | "Hun Er Nice"                       | 2:40 |
| 13.   | "Liderlig"                          | 2:46 |
| 42:22 |                                     |      |